# Wojna ograniczona
Wojna ograniczona – wojna zmierzająca do osiągnięcia ograniczonej liczby celów, prowadzona przy użyciu wybranych rodzajów broni. Jej celem nie jest totalny podbój terytorium przeciwnika.
Przykłady wojny ograniczonej stanowią: wojna w Korei, w Wietnamie, wojna w Zatoce Perskiej w 2003 roku, wojna w Afganistanie w 2001 roku, wojna w Iraku w 2003 roku.